# Montenegrijns voetbalelftal in 2013
Het Montenegrijns voetbalelftal speelde in totaal acht interlands in het jaar 2013, waaronder zes duels in de kwalificatiereeks voor het WK voetbal 2014 in Brazilië. De selectie stond onder leiding van Branko Brnović, de opvolger van de in 2011 opgestapte Zlatko Kranjčar. Op de FIFA-wereldranglijst zakte Montenegro in 2013 van de 31ste (januari 2013) naar de 52ste plaats (december 2013).

## Balans
| Wedstrijden | Wedstrijden | Wedstrijden | Wedstrijden | Doelpunten | Doelpunten | Doelpunten | Punten |
| Gespeeld    | Winst       | Gelijk      | Verlies     | Voor       | Tegen      | Saldo      | Punten |
| ----------- | ----------- | ----------- | ----------- | ---------- | ---------- | ---------- | ------ |
| 8           | 2           | 3           | 3           | 11         | 17         | –6         | 0.875  |

## Interlands
|                                                                    |          |                   |            |                                                                                     |
| 22 maart WK-kwalificatie Groep H № 48 «onderlinge duels» 19:30 uur | Moldavië | 0 – 1             | Montenegro | Stadionul Zimbru, Chișinău Toeschouwers: 5.400 Scheidsrechter: Daniele Orsato (ITA) |
| 22 maart WK-kwalificatie Groep H № 48 «onderlinge duels» 19:30 uur |          | 78' Mirko Vučinić |            | Stadionul Zimbru, Chișinău Toeschouwers: 5.400 Scheidsrechter: Daniele Orsato (ITA) |

|                                                                    |                      |       |                 |                                                                                          |
| 26 maart WK-kwalificatie Groep H № 49 «onderlinge duels» 20:00 uur | Montenegro           | 1 – 1 | Engeland        | Stadion Pod Goricom, Podgorica Toeschouwers: 11.300 Scheidsrechter: Jonas Eriksson (SWE) |
| 26 maart WK-kwalificatie Groep H № 49 «onderlinge duels» 20:00 uur | Dejan Damjanović 76' |       | 6' Wayne Rooney | Stadion Pod Goricom, Podgorica Toeschouwers: 11.300 Scheidsrechter: Jonas Eriksson (SWE) |

|                                                                  |            |                                                                               |          |                                                                                        |
| 7 juni WK-kwalificatie Groep H № 50 «onderlinge duels» 20:30 uur | Montenegro | 0 – 4                                                                         | Oekraïne | Stadion Pod Goricom, Podgorica Toeschouwers: 11.996 Scheidsrechter: Manuel Gräfe (GER) |
| 7 juni WK-kwalificatie Groep H № 50 «onderlinge duels» 20:30 uur |            | 52' Denys Garmash 77' Jevhen Konopljanka 85' Artem Fedetskyi 90' Roman Bezoes |          | Stadion Pod Goricom, Podgorica Toeschouwers: 11.996 Scheidsrechter: Manuel Gräfe (GER) |

|                                                                 |                              |       |                   |                                                                                   |
| 14 augustus Vriendschappelijk № 51 «onderlinge duels» 17:30 uur | Wit-Rusland                  | 1 – 1 | Montenegro        | Tarpeda Stadion, Zhodzina Toeschouwers: 3.000 Scheidsrechter: Kristo Tohver (EST) |
| 14 augustus Vriendschappelijk № 51 «onderlinge duels» 17:30 uur | Sergej Kornilenko 16' (pen.) |       | 63' Mirko Vučinić | Tarpeda Stadion, Zhodzina Toeschouwers: 3.000 Scheidsrechter: Kristo Tohver (EST) |

|                                                                       |                        |       |                      |                                                                                      |
| 6 september WK-kwalificatie Groep H № 52 «onderlinge duels» 20:45 uur | Polen                  | 1 – 1 | Montenegro           | Nationaal Stadion, Warschau Toeschouwers: 45.652 Scheidsrechter: Björn Kuipers (NED) |
| 6 september WK-kwalificatie Groep H № 52 «onderlinge duels» 20:45 uur | Robert Lewandowski 16' |       | 11' Dejan Damjanović | Nationaal Stadion, Warschau Toeschouwers: 45.652 Scheidsrechter: Björn Kuipers (NED) |

|                                                                      |                                                                                               |       |                      |                                                                                             |
| 11 oktober WK-kwalificatie Groep H № 53 «onderlinge duels» 21:00 uur | Engeland                                                                                      | 4 – 1 | Montenegro           | Wembley National Stadium, Londen Toeschouwers: 83.807 Scheidsrechter: Alberto Undiano (ESP) |
| 11 oktober WK-kwalificatie Groep H № 53 «onderlinge duels» 21:00 uur | Wayne Rooney 48' Branko Bošković 62' (e.d.) Andros Townsend 78' Daniel Sturridge 90+3' (pen.) |       | 71' Dejan Damjanović | Wembley National Stadium, Londen Toeschouwers: 83.807 Scheidsrechter: Alberto Undiano (ESP) |

|                                                            |                                                |       |                                                                                                   |                                                                                               |
| 15 oktober WK-kwalificatie Groep H № 54 «onderlinge duels» | Montenegro                                     | 2 – 5 | Moldavië                                                                                          | Stadion Pod Goricom, Podgorica Toeschouwers: 6.000 Scheidsrechter: Robert Schörgenhofer (AUT) |
| 15 oktober WK-kwalificatie Groep H № 54 «onderlinge duels» | Stevan Jovetić 55' (pen.) Stevan Jovetić 90+1' |       | 28' Alexandru Antoniuc 62' Igor Armaş 64' Eugen Sidorenco 73' Artur Ioniţă 89' Alexandru Antoniuc | Stadion Pod Goricom, Podgorica Toeschouwers: 6.000 Scheidsrechter: Robert Schörgenhofer (AUT) |

|                                                                 |                     |       |                                                                                  |                                                                                     |
| 17 november Vriendschappelijk № 55 «onderlinge duels» 19:00 uur | Luxemburg           | 1 – 4 | Montenegro                                                                       | Stade Josy Barthel, Luxemburg Toeschouwers: 1.755 Scheidsrechter: Tobias Welz (GER) |
| 17 november Vriendschappelijk № 55 «onderlinge duels» 19:00 uur | Maurice Deville 67' |       | 38' (pen.) Marko Baša 58' Elsad Zverotić 70' Miroje Jovanović 82' Marko Ćetković | Stade Josy Barthel, Luxemburg Toeschouwers: 1.755 Scheidsrechter: Tobias Welz (GER) |

## FIFA-wereldranglijst
| JAN | FEB | MAA | APR | MEI | JUN | JUL | AUG | SEP | OKT | NOV | DEC |
| --- | --- | --- | --- | --- | --- | --- | --- | --- | --- | --- | --- |
| 31  | 29  | 28  | 27  | 27  | 25  | 28  | 28  | 27  | 54  | 53  | 52  |

## Statistieken
| Mladen Božović      | 1984-08-01 | Tom Tomsk            | 4 | 0 | 0 | 33 | 0  |
| Vukašin Poleksić    | 1982-08-30 | Debreceni VSC        | 4 | 0 | 0 | 26 | 0  |
| Verdediging         |            |                      |   |   |   |    |    |
| Marko Baša          | 1982-12-29 | Lille OSC            | 6 | 0 | 1 | 26 | 2  |
| Stefan Savić        | 1991-01-08 | AC Fiorentina        | 6 | 0 | 0 | 25 | 2  |
| Savo Pavićević      | 1980-12-11 | Anorthosis Famagusta | 5 | 0 | 0 | 37 | 0  |
| Vladimir Volkov     | 1986-06-06 | Partizan Belgrado    | 5 | 0 | 0 | 12 | 0  |
| Ivan Kecojević      | 1988-04-10 | Gaziantepspor        | 3 | 1 | 0 | 5  | 0  |
| Miodrag Džudović    | 1979-09-06 | Spartak Naltsjik     | 3 | 0 | 0 | 26 | 0  |
| Milan Jovanović     | 1983-07-21 | Rode Ster Belgrado   | 2 | 0 | 0 | 35 | 0  |
| Marko Simić         | 1987-06-16 | Kayserispor          | 2 | 0 | 0 | 2  | 0  |
| Marko Vešović       | 1991-08-28 | Rode Ster Belgrado   | 1 | 1 | 1 | 2  | 1  |
| Middenveld          |            |                      |   |   |   |    |    |
| Elsad Zverotić      | 1986-10-31 | Fulham               | 8 | 0 | 0 | 42 | 4  |
| Vladimir Božović    | 1981-11-13 | Mordovia Saransk     | 5 | 1 | 0 | 36 | 0  |
| Branko Bošković     | 1980-06-21 | Rapid Wien           | 4 | 0 | 0 | 28 | 1  |
| Nikola Drinčić      | 1984-09-07 | FK Krasnodar         | 3 | 0 | 0 | 32 | 3  |
| Miloš Krkotić       | 1987-09-29 | Dacia Chişinău       | 2 | 3 | 0 | 5  | 0  |
| Milorad Peković     | 1977-08-05 | Hansa Rostock        | 2 | 1 | 0 | 34 | 0  |
| Mitar Novaković     | 1981-09-27 | Amkar Perm           | 1 | 2 | 0 | 25 | 0  |
| Miroje Jovanović    | 1987-03-10 | FK Rudar             | 1 | 0 | 1 | 1  | 1  |
| Marko Bakić         | 1993-11-01 | AC Fiorentina        | 1 | 0 | 0 | 2  | 0  |
| Nemanja Nikolić     | 1988-01-01 | Dinamo Minsk         | 1 | 0 | 0 | 3  | 0  |
| Marko Ćetković      | 1986-07-10 | Budućnost Podgorica  | 0 | 1 | 1 | 6  | 1  |
| Vladimir Jovović    | 1994-10-26 | FK Sutjeska Nikšić   | 0 | 1 | 0 | 1  | 0  |
| Aanval              |            |                      |   |   |   |    |    |
| Stevan Jovetić      | 1989-11-02 | Manchester City      | 6 | 0 | 2 | 30 | 13 |
| Mirko Vučinić       | 1983-10-01 | Juventus             | 5 | 0 | 2 | 37 | 15 |
| Dejan Damjanović    | 1981-07-27 | FC Seoul             | 3 | 3 | 3 | 22 | 6  |
| Fatos Bećiraj       | 1988-05-05 | Dinamo Zagreb        | 2 | 4 | 0 | 25 | 3  |
| Filip Kasalica      | 1988-12-17 | Rode Ster Belgrado   | 2 | 4 | 0 | 10 | 1  |
| Simon Vukčević      | 1986-01-29 | Vojvodina Novi Sad   | 1 | 3 | 0 | 43 | 2  |
| Andrija Delibašić   | 1981-04-24 | Rayo Vallecano       | 0 | 2 | 0 | 21 | 6  |
| Aleksandar Boljević | 1995-12-12 | FK Zeta Golubovci    | 0 | 1 | 0 | 1  | 0  |
| Ivan Ivanović       | 1989-09-14 | FK Čelik Nikšić      | 0 | 1 | 0 | 1  | 0  |
| Darko Nikač         | 1990-09-15 | Budućnost Podgorica  | 0 | 1 | 0 | 1  | 0  |